# آي تربل إي 802.3

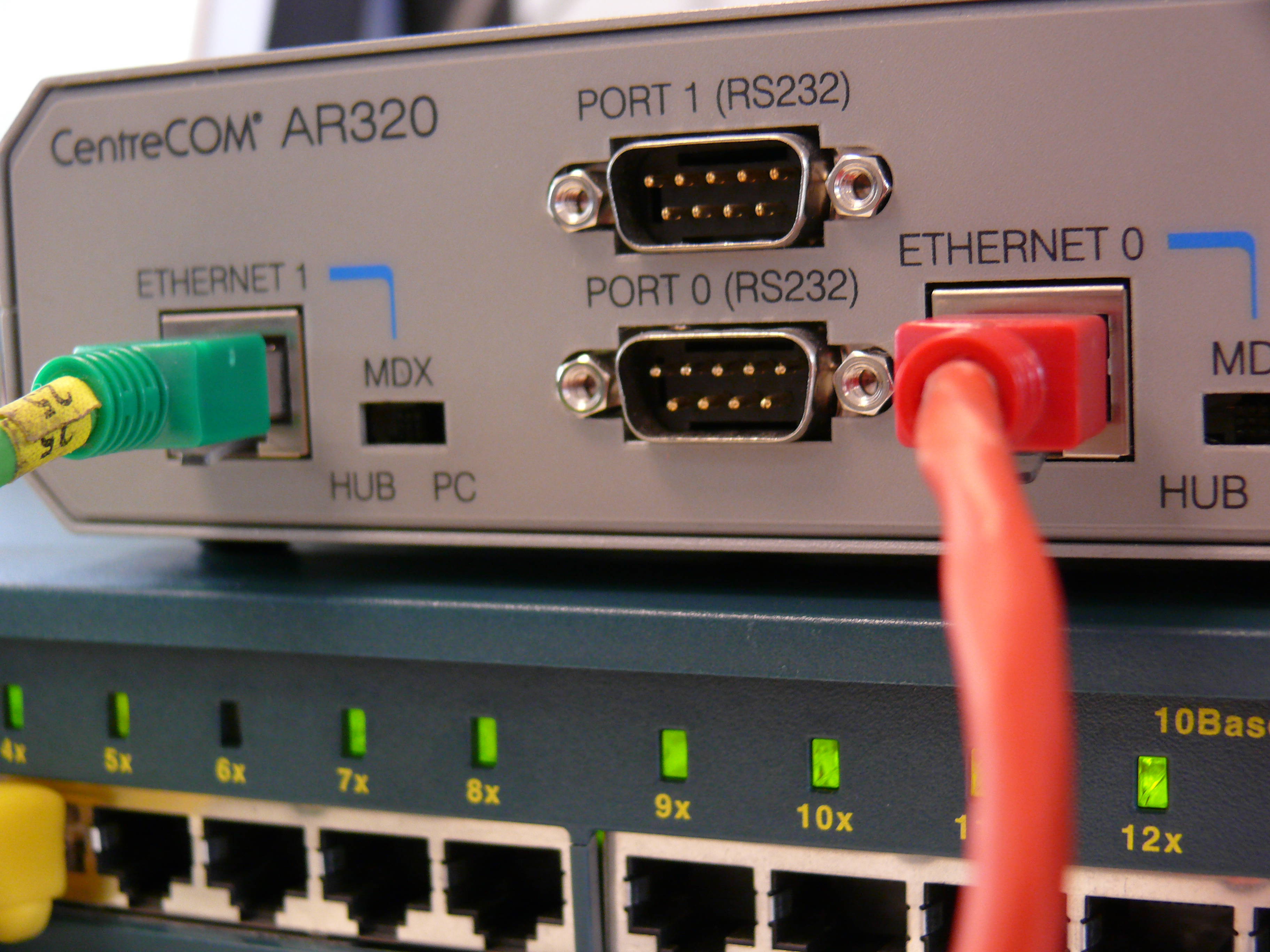

آي تربل إي 802.3 أو مجموعة عمل الإيثرنت (بالإنجليزية: IEEE 802.3) هي مجموعة عمل تابعة للجنة مواصفات الشبكات المحلية والمتوسطة في معهد مهندسي الكهرباء والإلكترونيات والمعروفة اختصاراً بالرمز (IEEE 802)، إن الهدف الأساسي من عمل هذه المجموعة هو وضع المواصفات والمعايير الخاصة لتعريف الطبقة المادية وبروتوكول التحكم بالنفاذ للوسط (MAC) في طبقة ربط البيانات المستخدم في معايير االإيثرنت في الشبكات السلكية. يتم عمل توصيلات بين النقاط والأجهزة المستخدمة في البنية التحتية (موزع، مبدل، موجه) باستخدام أنواع مختلفة من كابلات كابلات الألياف الضوئية أو الكابلات النحاسية.
802.3 هي تكنولوجيا تدعم البنية الشبكية آي إي إي إي-802.1.

## معايير الاتصالات
| معيار الإيثرنت         | التاريخ    | الوصف |
| ---------------------- | ---------- | --- |
| إيثرنت تجريبية         | 1973       | 2.94 ميجابت\ثانية (367 كيلوبايت\ثانية) عبر كابل محوري (كوكس) |
| Ethernet II (DIX v2.0) | 1982       | 10 ميجابت\ثانية (1.25 ميجابايت\ثانية) عبر كابل محوري سميك. إطار البيانات يحتوي على حقل النوع، ويستخدم هذا الشكل من إطار البيانات في كل أنواع الإيثرنت في بروتوكولات حزمة بروتوكولات الإنترنت                                                                  |
| IEEE 802.3             | 1983       | 10-بيز-5 10 ميجابت\ثانية (1.25 ميجابايت\ثانية) عبر كابل محوري سميك. مماثل لإيثرنت-2 (بالإعلى) فيما عدا استبدال حقل النوع بحقل الحجم، ويلي مقدمة بيانات 802.3 مقدمة بيانات آي إي إي إي 802.2 إل إل سي.                                                         |
| 802.3a                 | 1985       | 10-بيز-2 10 ميجابت\ثانية (1.25 ميجابايت\ثانية) عبر كابل محوري دقيق (يسمى ثننت أو شيبرنت) |
| 802.3b                 | 1985       | 10-برود-36 |
| 802.3c                 | 1985       | 10 ميجابت\ثانية (1.25 ميجابايت\ثانية) |
| 802.3d                 | 1987       | وصلة ألياف ضوئية بمردد داخلي |
| 802.3e                 | 1987       | 1-بيز-5 أو ستارلان |
| 802.3i                 | 1990       | 10-بيز-تي 10 ميجابت\ثانية (1.25 ميجابايت\ثانية) عبر سلك مزدوج |
| 802.3j                 | 1993       | 10-بيز-إف 10 ميجابت\ثانية\1.25 ميجابايت\ثانية) عبر ألياف ضوئية |
| إيثرنت سريعة           | 1995       | 100-بيز-تي إكس، 100-بيز-تي4 ،100-بيز-إف إكس، إيثرنت بسرعة 100 ميجابت\ثانية (12.5 ميجابايت\ثانية) تفاوض تلقائي |
| 802.3x                 | 1997       | اتصال مزدوج ومراقبة دفق الإيثرنت، تستخدم إطار بيانات دكس (دي إي إكس) ولم يعد هناك انقطاع دكس\802.3 |
| 802.3y                 | 1998       | 100-بيز-تي2 100 ميجابت\ثانية (12.5 ميجابايت\ثانية) عبر سلك مزدوج منخفض الجودة |
| 802.3z                 | 1998       | 1000-بيز-إكس جيجابت\ثانية إيثرنت عبر ألياف ضوئية بسرعة 1 جيجابت\ثانية (125 ميجابايت\ثانية) |
| 802.3-1998             | 1998       | مراجعة للمعيار الأساسي تشمل التعديلات والأخطاء بالإعلى |
| 802.3ab                | 1999       | 1000-بيز-تي جيجابت\ثانية إيثرنت عبر سلك مزدوج بسرعة 1 جيجابت\ثانية (125 ميجابايت\ثانية) |
| 802.3ac                | 1998       | تم زيادة أقصى حجم إطار البيانات إلى 1522 بايت (لإتاحة كيو-تاج) يشمل الكيو-تاج معلومات آي إي إي إي-802.1-كيو واللان الافتراضية ومعلومات الأولوية 802.1-بي |
| تجميع الروابط          | 2000       | تجميع للوصلات المتوازية منذ نقله ل آي إي إي إي-802.1-إيه إكس |
| 802.3-2002             | 2002       | مراجعة للمعيار الأساسي تشمل التعديلات الثلاث والأخطاء السابقة |
| 802.3ae                | 2003       | إيثرنت 10 جيجابت\ثانية (1250 ميجابايت\ثانية) عبر ألياف، 10-جي بيز-إس آر، 10-جي بيز-إل آر، 10-جي بيز-إي آر، 10-جي بيز-إس دبليو، 10-جي بيز-إل دبليو، 10-جي بيز-إي دبليو                                                                                         |
| طاقة عبر الإيثرنت      | 2003       | الطاقة عبر الإيثرنت (12.95 وات) |
| 802.3ah                | 2004       | إيثرنت في الميل الأول |
| 802.3ak                | 2004       | 10-بيز-سي إكس4 إيثرنت 10 جيجابت\ثانية (1250 ميجابايت\ثانية) عبر كابل مزدوج المحور |
| 802.3-2005             | 2005       | مراجعة للمعيار الأساسي تشمل الأربع تعديلات والأخطاء السابقة |
| 802.3an                | 2006       | 10-بيز-تي إيثرنت 10 جيجابت\ثانية (1250 ميجابايت\ثانية) سلك مزدوج غير معزول |
| 802.3ap                | 2007       | إيثرنت باكبلين (1 و10 جيجابت\ثانية (125 و1250 ميجابايت\ثانية) عبر لوحات دوائر مطبوعة) |
| 802.3aq                | 2006       | 10-بيز-إل آر إم إيثرنت 10 جيجابت\ثانية (1250 ميجابايت\ثانية) عبر ألياف متعددة الأنماط |
| P802.3ar               | Cancelled  | إدارة الازدحام (تم سحبه) |
| 802.3as                | 2006       | زيادة حجم إطار البيانات |
| طاقة عبر الإيثرنت      | 2009       | إضافات للطاقة عبر الإيثرنت (25.5 وات) |
| 802.3au                | 2006       | طلب عزل للطاقة عبر الإيثرنت (802.3-2005/Cor 1) |
| 802.3av                | 2009       | 10 جيجابت\ثانية إيبون |
| 802.3aw                | 2007       | تصحيح معادلة في نشرة 10-بيز-تي (أصدر ك 802.3-2005\كور 2) |
| 802.3-2008             | 2008       | مراجعة للمعيار الأساسي يشمل التعديلات 802.3an/ap/aq/as وخطئين مطبعيين، ونقل تجميع الوصلات إلى 802.1-إيه إكس |
| 802.3az                | 2006       | إيثرنت موفرة للطاقة |
| 802.3ba                | 2010       | إيثرنت 40 و100 جيجابت\ثانية عبر باكبلين 1م، مجموعة كابلات نحاسية 10م (ممرات4x25 جيجابت أو 10x10 جيجابت) 100م كابلات ضوئية متعددة الأنماط، ومايصل إلى 10م كابلات نحاسية مجمعة 100 جيجابت\ثانية، 100م إم إم إف أو 40 كم إس إم إف                                |
| 802.3bb                | 2009       | زيادة مهلة الرد التي لا تكفي 10 جيجا\ثانية (إصدار 802.3-2008/Cor 1) |
| 802.3bc                | 2009       | نقل وتحديث تي إل في الإيثرنت (نوع، الحجم، القيم) التي تم تعريفها سابقا في Annex F من آي إي إي إي-802.1-إيه بي إلى 802.3 |
| P802.3bd               | ~July 2010 | مراقبة الدفق يعتمد على الأولوية. تعديل أضافته مجموعة عمل آي إي إي إي-802.1 Data Center Bridging (802.1-كيو بي بي) لعمل تعديل على آي إي إي إي-802.3 القياسي لإضافة إطار تحكم ماك لدعم مراقبة الدفق المعتمد على الأولوية آي إي إي إي-802.1-كيو بي بي            |
| P802.3be               | ~ Feb 2011 | عمل تعريفات آي إي إي إي-802.3.1 إم آي بي للإيثرنت تدعم تعريفات قاعدة معلومات الإدارة (إم آي بي) الخاصة بها في آنيكس 30-إيه&بي، العديد من طلبات التعليق من اللجنة الخاصة لنظام الإنترنت، و802.1-إيه بي آنيكس إف في ملف رئيسي وملخصه قابل للقراءة بواسطة الحاسب |
| P802.3bf               | ~ Jun 2011 | يعرض بدقة لأوقات بدء الإرسال والاستقبال لحزم بيانات معينة وهي القيم المطلوبة لدعم آي إي إي إي-بي802.1-إيه إس |
| P802.3bg               | ~ Sep 2011 | يقدم طبقة بي إم دي بسرعة 40 جيجابت\ثانية التي تتوافق ضوئيا مع واجهات مستخدم ناقل إس إم إف بسرعة 40 جيجابت\ثانية (أو تي يو-3، إس تي إم-256، أو سي-768، 40-جي بي أو إس)                                                                                         |